# Buckeye Lake (Ohio)
Buckeye Lake es una villa ubicada en el condado de Licking en el estado estadounidense de Ohio. En el Censo de 2010 tenía una población de 2746 habitantes y una densidad poblacional de 524,87 personas por km².

## Geografía
Buckeye Lake se encuentra ubicada en las coordenadas 39°56′12″N 82°29′20″O / 39.93667, -82.48889. Según la Oficina del Censo de los Estados Unidos, Buckeye Lake tiene una superficie total de 5.23 km², de la cual 5.18 km² corresponden a tierra firme y (0.99%) 0.05 km² es agua.

## Demografía
Según el censo de 2010, había 2746 personas residiendo en Buckeye Lake. La densidad de población era de 524,87 hab./km². De los 2746 habitantes, Buckeye Lake estaba compuesto por el 96.58% blancos, el 0.84% eran afroamericanos, el 0.29% eran amerindios, el 0.25% eran asiáticos, el 0% eran isleños del Pacífico, el 0.18% eran de otras razas y el 1.86% pertenecían a dos o más razas. Del total de la población el 0.95% eran hispanos o latinos de cualquier raza.